# Болландисты
Болландисты — католическая конгрегация, состоящая преимущественно из учёных-иезуитов, занимающаяся собиранием, сочинением и изданием житий святых и манускриптов. Получили название по имени одного из основателей Жана Болланда.

## История

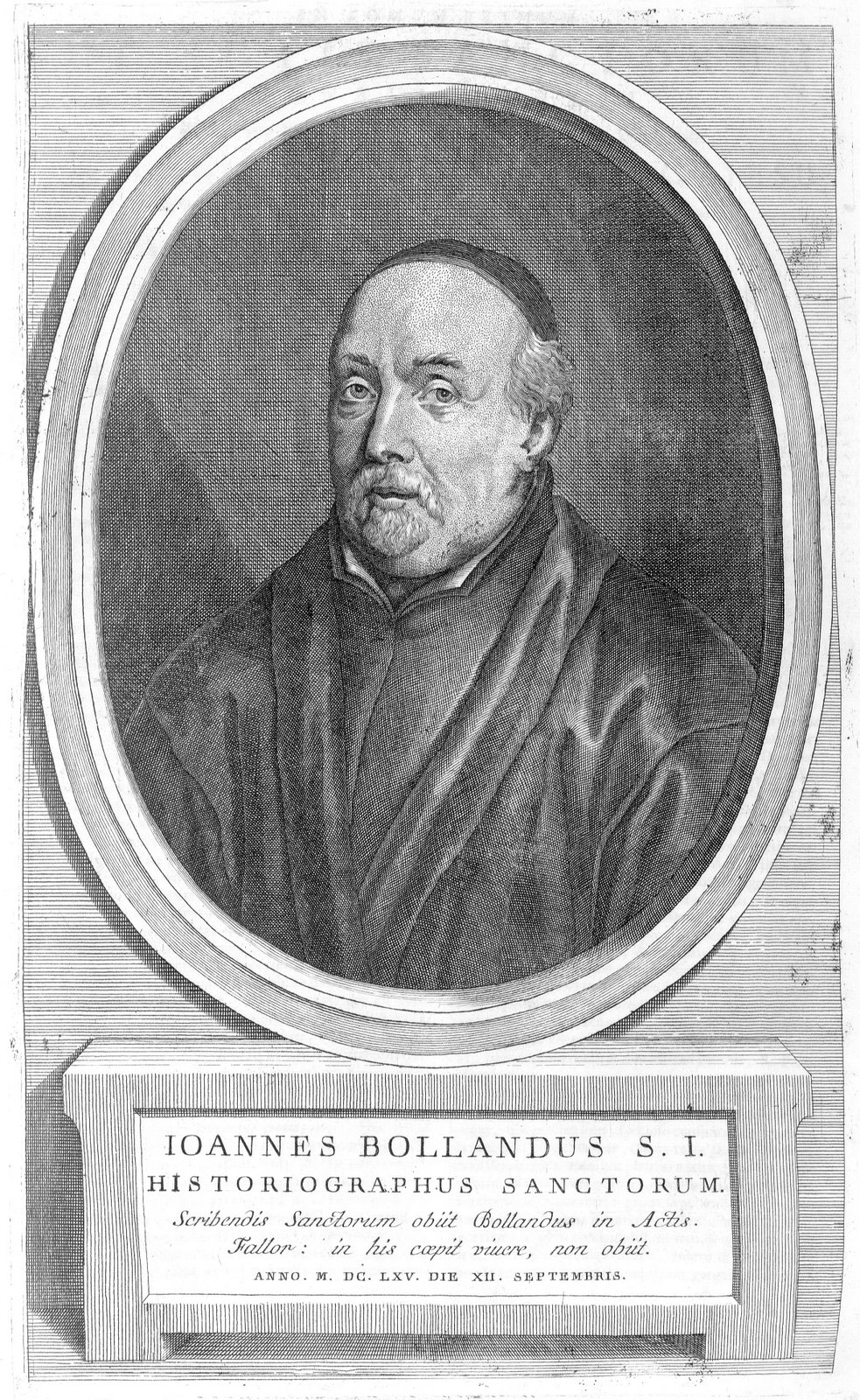
Жан Болланд

Болландистами назывались монахи, преимущественно иезуитского ордена, занимавшиеся разработкой «Acta Sanctorum» (1643—1794), собрание которых было начато Герибертом Росвейде и Болландом. Антверпенский иезуит Росвейд собрал громадное количество манускриптов и предполагал издать жития всех святых, распределив материал на 18 частей (2 для жизнеописания Иисуса и Марии, 1 для праздников святых, 12 для их житий, 3 для мартирологов, примечаний и указаний), но успел провести только предварительные работы и в 1624 умер. Двое учеников последнего, Годфруа Геншен (1600—1681) и Даниэль Папеброх (1628—1714), продолжали работу Болланда с таким же рвением.
Папеброх вложил все свои средства на создание в Антверпене библиотеки и музея Болланда. Вокруг них начали собираться другие ученые: Яннинг, Бартс, ди Соллье, Пиэн, Кюиперс, Ван-ден-Бош, Ван-ден-Вельде, Лимпен, Штикер, Штилтинг, Сюискен, Перье, Кле, де Бье, Гескьер де Би, Губен и Бертод.
Болландистами было совершено несколько путешествий по Италии, Германии, Австрии, Франции и Испании с целью пополнить изыскания, сделанные Геншеном и Папеброхом. Необходимые для этого средства получались от различных владетельных князей, плативших за посвященные их имени труды. Кроме того, Яннингу удалось добиться покровительства австрийского императора, и в 1716 году Карл VI согласился на единовременную уплату обществу недостававших ему 10800 франков и на выдачу ежегодного пособия в размере 3620 франков в течение 10 лет. Выдача пенсии продолжалась до 1773 года.
Работы общества продолжались правильно до 1773 года, когда вследствие начавшихся гонений на иезуитов последовала папская булла Климента XIV и указ Марии-Терезии о роспуске самого общества, причем П. Кле подвергся даже двухлетнему тюремному заключению. Но уже в 1778 году Канденбергское аббатство получило разрешение созвать вновь болландистов, которым приказано было окончить их труды в течение десяти лет и на протяжении десяти томов.
С уничтожением, спустя два года после того, Канденбергского аббатства, болландисты основали свою резиденцию в Брюссельской иезуитской коллегии. К иезуитам присоединились премонстрантские монахи и бенедиктинцы. Музей болландистов был продан Иосифом II аббатству Тонгерлоо за 23 тысячи флоринов. Но революция вновь разогнала монахов (6 декабря 1791 года).
Музей был спасён от разграбления фермерами аббатства. Прошло после того более сорока лет, прежде чем работы болландистов стали продолжаться. В 1825 году остатки музея были вновь куплены Виллемом I, королём Нидерландов; и его печатные коллекции были помещены в Гааге, рукописи — в Брюсселе. Честь восстановления общества боллендистов принадлежит известному французскому историку Гизо. Он обнародовал в 1836 году проект дальнейших работ во Франции. Король Леопольд I тотчас же возложил их на бельгийских иезуитов.
Спустя двести лет после появления первого тома в 1845 году появился LIV том. С этого времени преобразованное общество болландистов помещается в коллегии Сен-Мишеля в Антверпене.
Всего вышло в свет 63 тома. Кроме «Acta Sanctorum» в этом огромном собрании сочинений находится много важных рассуждений по различным вопросам церковной истории: «Propyleum Diplomaticum» Папеброха и пр.
«Acta Sanctorum» много раз перепечатывались. Кроме оригинального издания, имеется издание, вышедшее в Базеле в XVIII веке, и другое, принадлежащее Виктору Пальмэ (1863—1867). К нему издан Риголло один том «Actuaria» (1875). Дополнения издаются с 1882 в Париже и Брюсселе в «Analecta Bollandiana».
Во главе работы последнего поколения болландистов с 1877 становится Шарль Де Смедт (умерший в 1911 году), стремившийся примирить устаревший и неудобный план издания с требованиями современной науки и критики. В 1912—1941 году председателем общества был Ипполит Делеэ, один из основоположников современного научного изучения агиографических текстов.